# جانت مانتگامری
جنت روت مونتگومری (به انگلیسی: Janet Ruth Montgomery) (زاده ۲۹ اکتبر ۱۹۸۵) یک بازیگر بریتانیایی در زمینهٔ فیلم و سریال تلویزیونی است که فعالیت خود را از سال۱۹۹۷ میلادی آغاز کرده‌است، از آثار معروفی که او در آن شناخته‌شده‌است پیچ اشتباه است او همچنین در سریال هدف انسانی نقش‌آفرینی کرده‌است.

## زندگی شخصی
مونتگومری در بورنموث انگلند چشم به جهان گشود، او فعّالیّت بازیگری‌اش را از سن ۱۲ سالگی آغاز کرد، او در کودکی در نمایشی در کانال بی‌بی‌سی وان شرکت کرد، او علاوه بر اینان در چندین پروژهٔ شبکه تلویزیونی فاکس نقش‌آفرینی کرده‌است، او بیشتر تخصصش در فیلم‌هایی با سبک درام است.

## فیلم‌شناسی

### ۱-تلویزیون
| سال       | نام سریال   | نقش           | یادداشت               |
| --------- | ----------- | ------------- | --------------------- |
| ۱۹۹۷      | تغییر کوتاه | بی‌آبروی اضافی | ایفای نقش در یک قسمت  |
| ۲۰۰۸      | پوسته‌ها     | بتی           | ایفای نقش در یک قسمت  |
| ۲۰۱۰      | همراهان     | جنی           | ایفای نقش در هشت قسمت |
| ۲۰۱۰      | لیگ         | آمبروسیا      | ایفای نقش در یک قسمت  |
| ۲۰۱۰      | هدف انسانی  | امس           |                       |
| ۲۰۱۱-۲۰۱۲ | مرلین       | پرنسس میتیان  |                       |

### ۲-سینما
| سال  | فیلم                     | نقش         | یادداشت                |
| ---- | ------------------------ | ----------- | ---------------------- |
| ۲۰۰۸ | قطع ارتباط               | لوسی        | ساخته‌شده برای تلویزیون |
| ۲۰۰۸ | فلوشد                    | ملکه        | فیلم کوتاه             |
| ۲۰۰۹ | فرار تپه سرخ             | سرینا       | عرضه‌شده روی دی‌وی‌دی     |
| ۲۰۰۹ | پیچ اشتباه: چپ برای مرده | آلکسی       | عرضه‌شده روی دی‌وی‌دی     |
| ۲۰۰۹ | متهم در ۱۷               | فالین وارنر | ساخته‌شده برای تلویزیون |
| ۲۰۱۰ | شهادت مرده               | گیسل        |                        |
| ۲۰۱۰ | خلسه                     | روت         |                        |
| ۲۰۱۱ | سیاه قوی                 | مادلین      |                        |
| ۲۰۱۱ | زرد                      | آماندا      |                        |
| ۲۰۱۱ | برادر خرفت من            | آربلا       |                        |
| ۲۰۱۲ | آسفالت                   |             |                        |
| ۲۰۱۴ | آسفالت ۲                 |             |                        |
| ۲۰۱۶ | آسفالت ۴                 |             |                        |
| ۲۰۱۷ | آسفالت ۵                 |             |                        |
| ۲۰۱۷ | رومی‌ها                   |             |                        |